# CODOH
CODOH - Committee for Open Debate on the Holocaust — Комітет відкритої дискусії з Голокосту. Заснований у 1987 році каліфорнієцем Бредлі Смітом (англ. Bradley R. Smith), колишнім директором Інституту перегляду історії та Марком Вебером. Спонсором CODOH був Вільям Каррі, підприємець з Небраски, якому належить ідея газетної кампанії Комітету.
CODOH є одним з основних розповсюджувачів літератури із ревізіонізму Голокосту в Сполучених Штатах Америки. CODOH раніше розшифровувався як Комітет відкритої дискусії з Голокосту, але потім назва була змінена на Комітет з відкритого обговорення історії Голокосту.

## Історія
Комітет відкритої дискусії з Голокосту (CODOH) і його голова Бредлі Сміт здобули загальнонаціональну популярність в кінці 1991 і початку 1992 років в результаті успішного розміщення реклами, що закликає до відкритої дискусії з питання Голокосту, в студентських газетах кількох великих університетів США. Оголошення про лекції ревізіоністів, розміщалися на правах реклами в університетській пресі, шапка тексту оголошень була приблизно наступною: «Історія Голокосту: що в ній не так? Тема для широкої дискусії». Оплачена інформація про лекції CODOH з'явилася в них на видних місцях, тому багато тисяч молодих людей прочитали цю інформацію, почалися дебати всередині університетів, які почасти вихлюпнулись в ті ж університетські багатотиражки, а почасти і в найбільші центральні газети США.
Всього такі оголошення про діскусії з Голокосту опублікували близько 70 газет коледжів та університетів, але на початку та в середині 1990-х років CODOH продовжує регулярно відправляє тексти оголошень редакторам газет кампусів. Всі ці оголошення передруковані на сайті CODOH Інтернеті.
В першому ж оголошенні Сміта з ознаками довгого есе викладено позиції ревізіоністів, такого як Марк Вебер, щодо "міфу єврейського мила". В перших широко опублікованих оголошеннях Сміт заявив, що "цифра в 6 мільйонів єврейських смертей безвідповідальне перебільшення, ... і не існувало газових камер у будь-якому таборі в Європі, яка була під німецьким контролем". В цьому оголошенні далі зазначено, що "мета "підрахунків Голокосту", в тому щоб заручитися симпатією світу - і політичної та фінансової підтримки для єврейських потреб, особливо для утворення Держави [Ізраїль]." В іншому раннєму оголошенні CODOH стверджував, що "Меморіальний музей Голокосту США без будь-яких переконливих доказів демонструє вбивства в газових камерах яких не було".
Засмучений високою вартістю цих довгих оголошень, Сміт незабаром зрозумів, можливості Інтернету. Він почав розміщувати невеличкі, недорогі оголошення в шкільних газетах, в яких лише вказує вебсайт CODOH  і адреси електронної пошти. Мало того, що ці оголошення коштувати менше грошей, вони також привертали увагу читачів до коротких гасел - "Ігноруй поліції думок" і "Судіть самі".

## Реакція ЗМІ
Навіть опоненти ревізіоністів Голокосту визнають, що у цілому ж «кампусна» кампанія CODOH не просто досягла своєї мети, але й перевершила її. По-перше, майже половина університетів не закрила перед ним свої двері, по-друге, значною частиною студентства, викладачів і навіть управлінців вона була сприйнята з чималим натхненням, і, по третє, ревізіоністами вперше зацікавилося телебачення США. Полеміка, що розгорілася в результаті цих оголошень, досягла свого піку в 1994 році, коли Бредлі Сміту вдалося просунути тему ревізіонізму Голокосту у випуски новин найбільших американських телеканалів. 20 березня 1994 року програма новин "60 хвилин" на каналі "Сі-Бі-Ес" CBS присвятила ревізіонізму Голокосту окремий сюжет. Потім Сміт, разом з єврейським ревізіоністом Девідом Коулом, взяв участь в шоу Філа Донаг'ю.
Щоденна американська газета "New York Times" надрукувала передовицю про рекламну кампанію CODOH і різні реакції на неї в студентських газетах, в якій констатувало: "Заперечення Голокосту може бути колосальною несправедливістю. Однак вимоги про те, щоб його обговорення йшло лише в строго встановлених рамках, можуть бути ще більшою несправедливістю по відношенню до пам'яті жертв".
Інша американська газета "Вашингтон пост" писала: «Але ідея про те, що боротися з цими оголошеннями  треба шляхом заборони - погана стратегія. За іронією долі, фраза на самому початку оголошення, по суті справедлива: "Учнів потрібно заохочувати вивчати історію Голокосту так само, як їх заохочують вивчати будь-яку іншу історичну подію"»

## Сайт
Комітет відкритих дискусій з Голокосту має власний Інтернет-портал http://www.codoh.com/, який об'єднує:
- Бібліотеку ревізіоністської літератури, про яку на сайті повідомляється, що вона "включає сотні ключових документів, в тому числі книги-твори з фонду Гермара Рудольфа, кіно-і відео-класику, таку як One Third of the Holocaust, і сотні інших книг, есе, фотографій з кожного аспекту Голокосту для он-лайн шукачів істини з усього світу".
- Відкритий форум ревізіоністів для дебатів про Голокост,
- CODOH Watch - Блогосферу для контроверсій Голокосту,
- Блог Бредлі  Сміта,
- Персональну сторінку ревізіоніста Голокосту доктора Артура Бутца
- Книжковий інтернет-магазин ревізіоністської літератури,
- Елі Візель проти світу  - "сайт, присвячений викриттю неправдивих свідчень одного з найвідоміших з тих, хто вижив".

Одним з девізів сайту є слова Вольтера "Я не згоден з тим, що ви говорите, але я буду захищати до смерті ваше право сказати це".
CODOH вебсайт сьогодні містить величезну кількість інформації із ревізіонізму Голокосту. Відвідувачі сайту можуть шукати будь-який з більш ніж 1000 окремих документів за допомогою будь-якого з восьми сайту пошукових інструментів, таких як індекс статей за темою і хронологічний список надходжень.

## Одне ім'я з доказами
У 2008 році CODOH звернувся до Організації Об'єднаних Націй та до ЗМІ Нью-Йорку з проханням надати ім'я однієї людини з доказами, що вона була отруєна газом в Освенцімі. Ця акція, яка була названа «Одне ім'я з доказами» (англ. One Person with Proof) на сайті розглядається як «Проект ЮНЕСКО» (англ. The UNESCO Project) . Бредлі Сміт від імені CODOH стверджує, що з цим "простим і щирим" проханням він раніше звертався до авторитетних вчених та активістів Голокосту, але більше ніж 2.000 американських вчених і дослідників - від Дебори Ліпштадт до Алана Дершовіца, до яких звертались, не відповіли на це питання. Бредлі Сміт з цим питанням звернувся також до директора Центру перспективних досліджень Голокосту Меморіального музею Голокосту в США доктора Пола Шапіро, щоб він забезпчив доказами ім'я однієї людини - однієї з мільйонів, яка була убита в газовій камері в Освенцімі, але той не відповів.
До звернення додається адреса електронної пошти, на яку можна надати докази.